# 9240 Nassau
9240 Nassau è un asteroide della fascia principale. Scoperto nel 1997, presenta un'orbita caratterizzata da un semiasse maggiore pari a 3,1215006 UA e da un'eccentricità di 0,2151779, inclinata di 7,24844° rispetto all'eclittica.